# Énergie en Norvège
Depuis la découverte des vastes gisements pétroliers de la mer du Nord vers la fin des années 1960, l'énergie en Norvège constitue un secteur très important de l'économie de la Norvège, qui est en 2023 le 8e producteur et le 4e exportateur mondial de gaz naturel. Elle se classe au 12e rang mondial pour sa production de pétrole, qui est cependant en déclin, et au 7e rang pour ses exportations de pétrole brut. Les réserves de pétrole représentent 10,2 années de production au rythme de 2022 et celles de gaz naturel 12 années.
Avec l'arrivée du pic de production dans la mer du Nord, la décision de poursuivre la prospection dans la mer de Barents et dans l'Arctique donne lieu à un débat public lié aux préoccupations internationales au sujet du réchauffement climatique.
L'électricité norvégienne est surtout produite par ses barrages hydroélectriques (87,9 % en 2023) ; le pays se classe au 7e rang mondial des producteurs d'hydroélectricité en 2023 et au premier rang en Europe, avec 3,2 % de la production hydroélectrique mondiale et 21,3 % de celle de l'Europe. La production éolienne progresse rapidement : en 2023, elle contribue pour 9 % à la production d'électricité du pays.
La consommation d'énergie primaire par habitant en Norvège est 2,8 fois supérieure à la moyenne mondiale en 2021 et supérieure de 64 % à celle de la France, et la consommation d'électricité y est 7,1 fois plus élevée que la moyenne mondiale ; cela s'explique par la présence d'industrie électro-intensives telles que les usines d'aluminium, attirées par la disponibilité d'électricité à bas coût. La part de l'industrie dans la consommation d'électricité atteint 41,5 % en 2022 contre 26, % en France et 44,7 % en Allemagne.
Les émissions de CO2 liées à l'énergie en Norvège étaient en 2022 supérieures de 53 % à la moyenne mondiale et de 10 % à la moyenne européenne ; 47 % de ces émissions provenaient du pétrole et 40 % du gaz ; les secteurs émetteurs étaient surtout l'industrie des hydrocarbures (33 %) et les transports (37 %).

## Vue d'ensemble
| Principaux indicateurs sur l'énergie en Norvège                                                                                                | Principaux indicateurs sur l'énergie en Norvège | Principaux indicateurs sur l'énergie en Norvège | Principaux indicateurs sur l'énergie en Norvège | Principaux indicateurs sur l'énergie en Norvège | Principaux indicateurs sur l'énergie en Norvège | Principaux indicateurs sur l'énergie en Norvège |
| --- | ----------------------------------------------- | ----------------------------------------------- | ----------------------------------------------- | ----------------------------------------------- | ----------------------------------------------- | ----------------------------------------------- |
| | Population                                      | Énergie primaire                                | Production                                      | Exportations nettes                             | Consom. élect.*                                 | Émissions GES**                                 |
| Année | Million                                         | PJ                                              | PJ                                              | PJ                                              | TWh                                             | Mt CO2éq                                        |
| 1990 | 4,24                                            | 882                                             | 5002                                            | 4007                                            | 99,1                                            | 28,0                                            |
| 2000 | 4,49                                            | 1095                                            | 9547                                            | 8386                                            | 112,2                                           | 32,5                                            |
| 2010 | 4,89                                            | 1373                                            | 8728                                            | 7324                                            | 121,6                                           | 40,3                                            |
| 2015 | 5,19                                            | 1246                                            | 8816                                            | 7529                                            | 122,4                                           | 40,4                                            |
| 2016 | 5,23                                            | 1177                                            | 8845                                            | 7621                                            | 123,5                                           | 39,7                                            |
| 2017 | 5,28                                            | 1258                                            | 9105                                            | 7851                                            | 125,2                                           | 39,6                                            |
| 2018 | 5,31                                            | 1249                                            | 8651                                            | 7341                                            | 127,7                                           | 39,2                                            |
| 2019 | 5,35                                            | 1171                                            | 8152                                            | 6978                                            | 127,1                                           | 38,1                                            |
| 2020 | 5,38                                            | 1159                                            | 8734                                            | 7518                                            | 128,4                                           | 36,7                                            |
| 2021 | 5,41                                            | 1201                                            | 8955                                            | 7770                                            | 130,7                                           | 36,8                                            |
| 2022 | 5,46                                            | 1161                                            | 9045                                            | 7842                                            | 127,6                                           | 36,2                                            |
| variation 1990-2022 | +29 %                                           | +32 %                                           | +81 %                                           | +96 %                                           | +29 %                                           | +29 %                                           |
| * consommation brute d'électricité = production+importations-exportations-pertes en ligne ** émissions de gaz à effet de serre par combustion. |                                                 |                                                 |                                                 |                                                 |                                                 |                                                 |

## Comparaisons internationales
La Norvège est un acteur mondial majeur du secteur des hydrocarbures et de celui de l'hydroélectricité comme le montrent les statistiques de l'Agence internationale de l'énergie (AIE) et celles de l'Energy Institute :
| Source d'énergie                                                        | Indicateur           | Rang | Année | Quantité | Unité | % monde | Commentaires |
| ----------------------------------------------------------------------- | -------------------- | ---- | ----- | -------- | ----- | ------- | --- |
| Gaz naturel                                                             | Production           | 8e   | 2023  | 4,20     | EJ    | 2,9 %   | 1er : États-Unis (25,5 %), 2e : Russie (14,4 %), 3e : Iran (6,2 %)                                                               |
| Gaz naturel                                                             | Exportations brutes, | 4e   | 2023  | 116,2    | Gm3   | 9,5 %   | 1er : États-Unis (16,6 %), 2e : Russie (11,3 %), 3e : Qatar (10,4 %)                                                             |
| Pétrole brut                                                            | Production           | 12e  | 2023  | 94,7     | Mt    | 2,1 %   | 1er : États-Unis (18,3 %), 2e : Russie (12,0 %), 3e : Arabie saoudite (11,8 %)                                                   |
| Pétrole brut                                                            | Exportations nettes  | 7e   | 2021  | 3281     | PJ    | 3,6 %   | 1er : Arabie saoudite (14,4 %), 2e : Russie (10,8 %), 3e : Irak (7,9 %), 4e : Canada (7,7 %)                                     |
| Électricité                                                             | Exportation nette    | 8e   | 2021  | 17,58    | TWh   | 2,3 %   | 1er : Canada (47,4 TWh), 2e : France (44,9 TWh)                                                                                  |
| Hydroélectricité                                                        | Production           | 7e   | 2023  | 136,1    | TWh   | 3,2 %   | 1er : Chine (28,9 %), 2e : Brésil (10,1 %), 3e : Canada (8,6 %), 4e : États-Unis (5,6 %), 5e : Russie (4,7 %), 6e : Inde (3,5 %) |
| Hydroélectricité                                                        | Puissance installée  | 8e   | 2023  | 33,9     | GW    | 2,4 %   | 1er : Chine (421,5 GW), 2e : Brésil (109,9 GW), 3e : États-Unis (102,1 GW)                                                       |
| Hydroélectricité                                                        | % hydro/élec.*       | 1er  | 2023  | 87,9     | %     |         | 2e : Venezuela (76,5 %) |
| * part de l'hydroélectricité dans le total de la production électrique. |                      |      |       |          |       |         | |

Le Forum économique mondial classe la Norvège au 2e rang mondial derrière la Suisse en 2014 selon son « indice de performance de l'architecture énergétique » fondé sur trois critères : contribution à la croissance économique, impact environnemental de l'approvisionnement et de la consommation énergétique et degré de sécurité, accessibilité et diversité de l'approvisionnement.

## Énergies fossiles
L'extraction des énergies fossiles constitue l'épine dorsale de l'économie norvégienne. Selon l'AIE, le pétrole constituait en 2009 22 % du produit intérieur brut, 47 % de ses exportations, 26 % des investissements et 27 % des revenus du gouvernement.
En 2018, après vingt ans de déclin, la production norvégienne d'hydrocarbures s'apprête à retrouver les sommets du début des années 2000 ; pendant des décennies, l'État n'avait pas ouvert de nouvelles zones d'exploration ; en 2017, il a mis aux enchères 93 nouveaux lots, en particulier en mer de Barents. Le secteur emploie 160 000 Norvégiens, directement ou indirectement, soit 6 % de la population active. Il représente presque la moitié des exportations. La quasi-totalité (97 %) des recettes du pétrole sont mises en réserve dans le fonds souverain norvégien destiné à maintenir le niveau de vie très élevé de la population lorsqu'il n'y aura plus de pétrole ; il atteint 1 000 milliards de dollars, ce qui en fait le plus gros actionnaire du monde : il détient 1,5 % des actions mondiales. Il boycotte depuis 2015 les entreprises évoluant dans l'industrie charbonnière, les entreprises accusées de contribuer au réchauffement climatique et les fabricants d'armes, mais reste en revanche très investi dans l'industrie pétrolière, qui représente 40 milliards de dollars d'actifs, soit plus de 6 % de son portefeuille d'actions.

### Réserves
Les réserves prouvées de pétrole de la Norvège étaient estimées par l'Agence fédérale allemande pour les sciences de la terre et les matières premières (BGR) à 934 Mt (millions de tonnes) fin 2022, soit 0,2 % des réserves mondiales. Elles représentaient 10,2 années de production au rythme de 2022 : 91,6 Mt. Elles sont restées au même niveau depuis 2010. Les ressources supplémentaires non récupérables dans les conditions actuelles sont estimées à 2 250 Mt.
Les réserves de gaz naturel étaient estimées à 1 469 Gm3 (milliards de m3) fin 2022, soit 0,7 % des réserves mondiales ; elles représentaient 12 années de production au rythme de 2022 : 123,8 Gm3. Elles ont reculé de 29 % entre 2010 et 2022. Les ressources supplémentaires non récupérables dans les conditions actuelles sont estimées à 2 445 Gm3.

### Production
La production d'énergie primaire de la Norvège atteint 9 045 PJ en 2022, en progression de 80,8 % par rapport à 1990. Elle se compose de 93,4 % d'énergies fossiles (50,5 % de gaz naturel, 42,8 % de pétrole brut et 0,04 % de charbon) et de 6,6 % d'énergies renouvelables (hydoélectricité : 5,1 %, biomasse : 0,8 %, éolien : 0,6 %).
En 2023, la Norvège a produit 2 022 kb/j (milliers de barils par jour), soit 94,7 Mt (millions de tonnes) de pétrole, en hausse de 6,2 % par rapport à 2022 et de 13,4 % par rapport à 2013. Elle se classe au 12e rang mondial avec 2,1 % de la production mondiale. Elle a également produit 116,6 Gm3 (milliards de m3) de gaz naturel, soit 4,20 EJ (exajoules), en baisse de 5,2 % en 2023, mais en hausse de 8 % par rapport à 2013. Elle se classe au 8e rang mondial avec 2,9 % de la production mondiale.
Le pic de production de pétrole a été atteint en 2000, à 181,2 millions de mètres cubes. Depuis son extraction décline mais est en partie compensée par l'augmentation de la production de gaz naturel et de ses dérivés (condensat et GNL). Ainsi entre 2000 et 2010, la production de gaz du pays a plus que doublé, atteignant 106,5 millions de mètres cubes d'équivalent pétrole.
En novembre 2022, Equinor annonce un investissement, avec ses partenaires, de 1,4 milliard € pour exploiter un nouveau gisement dénommé « Irpa » qui permettra d'approvisionner le Royaume-Uni et le continent européen. Irpa, situé en eaux profondes, à 1 350 m sous la surface, en mer de Norvège, contiendrait environ 20 Gm3 (milliards de mètres cubes) de gaz. Auparavant baptisé « Asterix », ce gisement avait été découvert en 2009. Le début de l'exploitation est prévu pour 2026 et devrait pouvoir se poursuivre jusqu'en 2039. À la suite de l'invasion russe de l'Ukraine, la Norvège est devenue le principal fournisseur de l'Europe ; elle a augmenté de 8 % à 10 % ses exportations vers le continent européen depuis le début de l'année. En 2022, l'État a engrangé 131 milliards d'euros de revenus liés aux hydrocarbures, trois fois plus qu'en 2021 ; le pays a parfois été qualifié de « profiteur de guerre », ce qu'il récuse. Il a accordé 1 milliard d'euros d'aides à l'Ukraine en 2022 et décidé d'en donner 6,8 milliards sur cinq ans.
L'évolution de la production d'hydrocarbures depuis les premiers barils extraits en 1971 est la suivante (en millions de mètres cubes d'équivalent pétrole) :
- Pétrole
- Gaz naturel
- Condensat
- GNL

### Exportations
En 2023, la Norvège a exporté 110,7 Gm3 de gaz naturel par gazoducs et 5,5 Gm3 par voie maritime sous forme de GNL. Au total, ses exportations atteignent 116,2 Gm3, soit 9,5 % des exportations mondiales, au 4e rang mondial derrière les États-Unis (16,6 %), la Russie (11,3 %) et le Qatar (10,4 %). Ses exportations par gazoducs étaient destinées à l'Union européenne : 85,1 Gm3 et aux autres pays européens : 25,5 Gm3. Ses exportations de GNL étaient destinées à l'Union européenne : 4,8 Gm3 (dont 1,2 Gm3 pour la France), au Royaume-Uni et à la Turquie.
La Norvège a exporté 8 325 PJ en 2022, soit 92 % de sa production, dont 4 311 PJ de gaz naturel, soit 94 % de sa production et 3 323 PJ de pétrole brut, soit 86 % de sa production, et 93 PJ d'électricité. Elle a importé 483 PJ, dont 344 PJ de produits pétroliers.
La Norvège occupait en 2009 le 7e rang des pays exportateurs de pétrole avec environ 2,1 millions de barils par jour. Le pays est ensuite sorti du classement des 10 premiers exportateurs de pétrole, du fait du déclin de sa production, mais en 2021 il retrouve sa 7e place.

### Charbon
Les réserves prouvées récupérables de charbon de la Norvège étaient estimées par l'Agence fédérale allemande pour les sciences de la terre et les matières premières (BGR) à 2 Mt (millions de tonnes) fin 2022, plus 84 Mt de ressources ultimes non encore prouvées, et aucune de lignite). La production était de 0,1 Mt en 2022.
La Norvège était exportatrice nette de charbon en 2008 ; elle en produisait alors approximativement trois fois plus qu'elle n'en consommait. Cette production provenait exclusivement de deux mines situées sur le Spitzberg, l'île principale du Svalbard. La production annuelle totale s'élevait en 2010 à environ 2,5 Mt. Le pays possède par ailleurs des réserves très importantes potentiellement exploitables situées sous le plateau continental norvégien : 3 000 Gt (milliards de tonnes),. Si l'estimation de ces réserves difficilement accessibles s'avérait réaliste, cela représenterait près de quatre fois les réserves mondiales prouvées : 779 Gt.

### Hydrocarbures de la mer du Nord

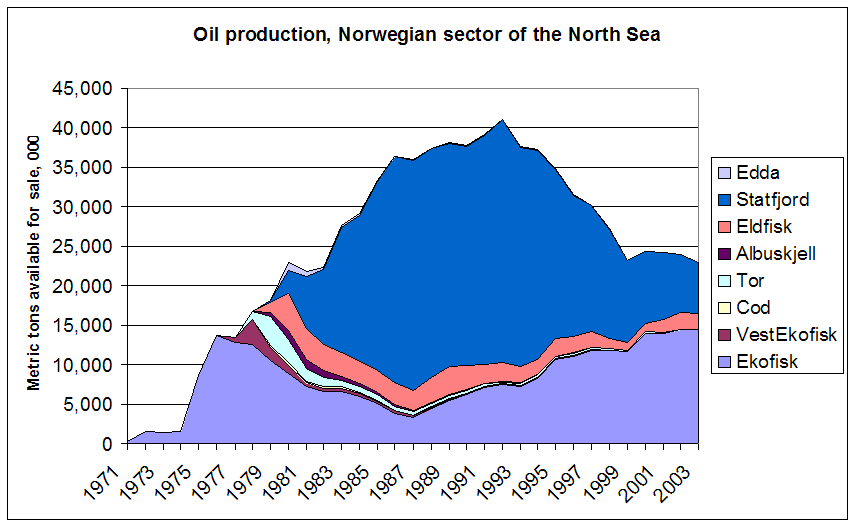
Évolution de la production de pétrole en mer du Nord. Source: Bureau central de la statistique de la Norvège.

La découverte d'un immense champ de gaz à Groningue aux Pays-Bas en 1959 est à l'origine de l'intérêt porté à la Mer du Nord comme zone pétrolifère. Après avoir rejeté une demande de Phillips Petroleum pour un bail d'exploration pour l'ensemble des eaux norvégiennes contre une compensation de 160 000 dollars par mois, le gouvernement d'Einar Gerhardsen exerce sa souveraineté sur les ressources naturelles sur le plateau continental norvégien en mai 1963 et introduit un régime de permis d'exploration et de production.
Après des négociations avec le Royaume-Uni et le Danemark, les trois pays s'entendent en mars 1965 sur un partage des eaux territoriales à la ligne médiane. Le 13 avril, le gouvernement norvégien accorde 22 licences exclusives de prospection, de forage et de production à des groupes d'entreprises. Le plateau continental norvégien de la mer du Nord couvre une surface de 142 000 km2.
Les travaux d'exploration débutent le 19 juillet 1966, avec le forage d'un premier puits par la plateforme Ocean Traveller. Après trois ans de recherches infructueuses, la plateforme Ocean Viking a découvert un premier gisement le 21 août 1969. Vers la fin de l'année, les travaux d'exploration ont démontré que le pays disposait d'une grande réserve de pétrole et de gaz naturel. Le premier gisement à être exploité, celui d'Ekofisk, a produit 427 442 barils de brut en 1980. Depuis, d'importantes réserves de gaz naturel ont été découvertes.
Dans la foulée du référendum norvégien sur l'adhésion aux Communautés européennes de 1972 qui a rejeté l'adhésion de la Norvège à l'Union européenne, le ministère norvégien de l'Industrie, dirigé par Ola Skjåk Bræk publie une politique énergétique nationale, dans laquelle la Norvège décide de ne pas adhérer à l'OPEP, de maintenir ses prix de l'énergie aux niveaux mondiaux et d'investir ses recettes pétrolières dans un fonds souverain, le Fonds pétrolier de Norvège. Le gouvernement met sur pied une compagnie pétrolière nationale, Statoil (actuellement Equinor), et accorde des droits de forage et de production à Norsk Hydro et à Saga Petroleum (en).
L'exploitation du pétrole de la mer du Nord présente plusieurs difficultés techniques de prospection et de production. Un certain nombre d'entreprises de génie et de construction du secteur de la construction navale se sont reconverties avec succès dans la banlieue ouest de la capitale Oslo et dans la région de Stavanger, qui s'est transformée en base pour l'industrie des forages.

### Hydrocarbures de la mer de Norvège
Le plateau continental en mer de Norvège correspond à une surface de 287 000 km2. L'exploitation des hydrocarbures y a commencé plus tardivement, Draugen étant le premier champ pétrolier à avoir été exploité dans la région en 1993. Le plus important gisement de pétrole, est Heidrun (183,3 millions de mètres cubes, suivi par Draugen (148,2 millions de mètres cubes) et Åsgard (102,4 millions de mètres cubes), qui est aussi le deuxième plus important gisement en termes de réserves gazières (206,7 milliards de mètres cubes). Il est précédé par Ormen Lange (314,6 milliards de mètres cubes de gaz), le champ gazier norvégien le plus important de la mer de Norvège.

### Hydrocarbures de la mer de Barents
Le plateau continental norvégien de la mer de Barents est de loin le plus important des trois, avec une surface de 772 000 km2. La région est considérée comme une zone frontière, les connaissances sur sa géologie étant limitées, l'exploitation représentant potentiellement un défi technologique et de nouvelles infrastructures étant requises. Un moratoire mis en place en 2001 pour empêcher les travaux de prospection dans le secteur norvégien, imposé pour répondre à des préoccupations environnementales, a été levé en 2005 avec l'arrivée au pouvoir d'un nouveau gouvernement. Un port méthanier et une installation de liquéfaction du gaz naturel sont en construction en 2009 à Hammerfest pour traiter le gaz du champ de Snøhvit. La ville pourrait devenir une plaque tournante de la prospection dans le grand nord, rendue possible en raison de la fonte des glaciers polaires dans l'Arctique.
En 2014, malgré des explorations vieilles de plus de 30 ans, le seul gisement en exploitation de la zone est celui de Snøhvit, mis en service en 2007 et contenant exclusivement du gaz, à hauteur de 225,1 milliards de mètres cubes.

### Raffinage

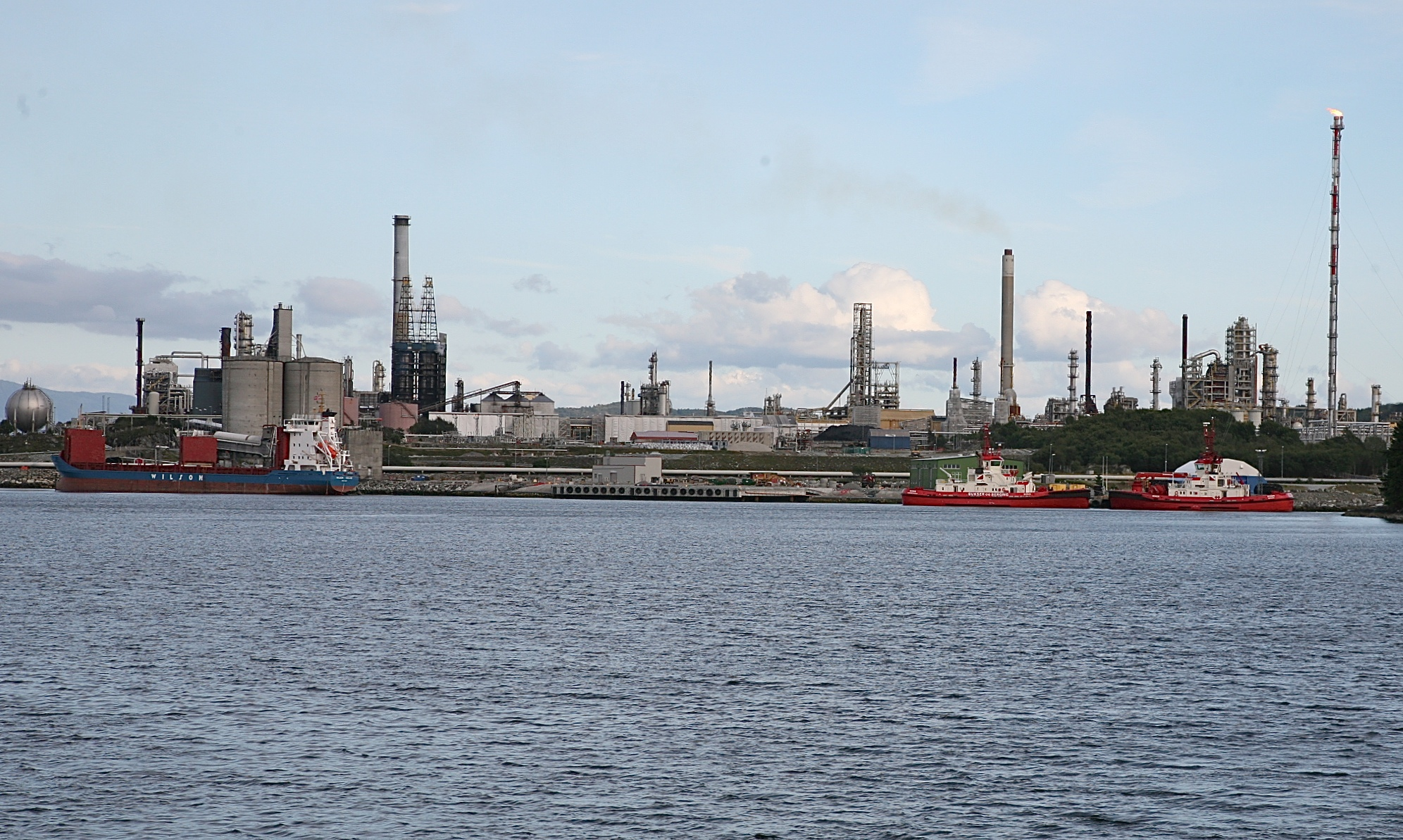
Le complexe industriel de Mongstad où est située la raffinerie d'Equinor.

La Norvège possède deux raffineries de pétrole. La raffinerie de Mongstad située dans la kommune de Lindås est la plus importante avec une capacité de raffinage de près de 240 000 barils par jour en 2014, après plusieurs extensions successives au cours des décennies précédentes. La raffinerie est détenue à 100 % par Statoil, après rachat des parts (21 %) détenues auparavant par Shell.
La seconde raffinerie norvégienne, la raffinerie de Slagen, est située au sud d'Oslo. Ouverte en 1961, elle est détenue par ExxonMobil et possède une capacité de 120 000 barils par jour.
En 2010, environ 30 % de la production de ces raffineries était destinée à la consommation locale, le reste étant exporté.

## Consommation d'énergie

### Consommation d'énergie primaire
L'Energy Institute estime la consommation d'énergie primaire en 2023 à 1,99 EJ, en hausse de 3,8 % en 2023 et de 5,3 % depuis 2013 ; elle représente 0,3 % de la consommation mondiale. Elle se répartit en 27,6 % de combustibles fossiles (pétrole : 19,1 %, gaz naturel : 7,0 %, charbon : 1,5 %) et 71,9 % d'énergies renouvelables, dont 63,8 % d'hydroélectricité. La consommation d'énergie primaire par habitant s'élève à 363,7 GJ, soit 4,7 fois la moyenne mondiale : 77 GJ, 2,7 fois celle de la France : 133,8 GJ, 2,65 fois celle de l'Allemagne : 137,0 GJ et 1,31 fois celle des États-Unis : 277,3 GJ.
La consommation d'énergie primaire en Norvège s'élève en 2022 à 1 161 PJ contre 1 201 PJ en 2021 et 1 321 PJ à son pic atteint en 2010. Elle se répartit en 51,3 % de combustibles fossiles (25,8 % de pétrole, 22,5 % de gaz naturel, 2,9 % de charbon) et 52,6 % d'énergies renouvelables (39,8 % d'hydroélectricité, 7,6 % de biomasse, 4,7 % d'éolien et 0,6 % de chaleur de récupération), moins 3,9 % d'exportations d'électricité. Elle a progressé de 31,6 % depuis 1990, les accroissements les plus importants étant ceux de l'éolien, du gaz naturel (+216 %) et de la biomasse (+105 %).
L'Agence internationale de l'énergie estime la consommation d'énergie primaire par habitant en Norvège à 212,7 GJ en 2022 et de 222,1 GJ en 2021, supérieure de 183 % à la moyenne mondiale : 78,4 GJ et de 64 % à celle de la France : 129,4 GJ, mais inférieure de 21 % à celle des États-Unis : 269,5 GJ.

### Consommation d'énergie finale
En 2021, la consommation d'énergie finale de la Norvège atteint 909 PJ, dont 47,5 % d'électricité, 36,1 % de produits pétroliers, 6,9 % de biomasse, 3,9 % de gaz naturel, 3,1 % de charbon et 2,6 % de chaleur. Elle a progressé de 24,5 % depuis 1990 ; la chaleur a progressé de 655 %, la biomasse de 66 %, l'électricité de 24 % et le pétrole de 6 %.
La consommation annuelle d'énergie finale a évolué comme suit depuis 1990 (en PJ) :
- Charbon
- Produits pétroliers
- Gaz naturel
- Biomasse-déchets
- Électricité
- Chaleur

Entre 1990 et 2010, année de son pic à 905 PJ, la consommation d'énergie finale a augmenté de 24 %, soit sensiblement plus que la population qui s'est dans le même temps accrue de 15,3 %. Depuis 2010, la consommation a peu varié : -+0,4 %. La part de l'électricité est exceptionnellement élevée : en France elle est de 24,7 % et en Allemagne de 20,9 %.
Les données par secteur placent l'industrie en tête en 2021 avec 30,8 % du total, suivie par les transports (22,8 %), le secteur résidentiel (19,0 %) et le secteur tertiaire (13,4 %). L'évolution depuis 1990 montre une faible progression de la consommation du secteur industriel (+11 %), avec un poids déclinant (de 34,6 % en 1990 à 30,8 % en 2021), ainsi que du secteur résidentiel (+14,5 %), dont la part recule de 20,7 % à 19,0 %, et le poids de plus en plus important des transports (+45,1 %) et du secteur tertiaire (+42,2 %) dans la consommation finale. Ces mêmes tendances de fond se retrouvent aussi au sein des pays de l'Union européenne.
| 1990 | 2000 | 2021 |
| --- | --- | --- |
| - Industrie (34,6 %) - Transport (19,6 %) - Résidentiel (20,7 %) - Tertiaire (11,7 %) - Agriculture, pêche et forêt (2,9 %) - Usages non-énergétiques (10,6 %) | - Industrie (34,7 %) - Transport (20,5 %) - Résidentiel (19,3 %) - Tertiaire (10,7 %) - Agriculture, pêche et forêt (3,9 %) - Usages non-énergétiques (10,9 %) | - Industrie (30,8 %) - Transport (22,8 %) - Résidentiel (19,0 %) - Tertiaire (13,4 %) - Agriculture, pêche et forêt (2,9 %) - Usages non-énergétiques (10,9 %) - Autres (0,2 %) |

### Transports
Le gouvernement a mis en place une politique incitative afin de favoriser l'entrée sur le marché des véhicules électriques. En 2015, 22 % des nouvelles immatriculations correspondaient à des véhicules électriques (voiture électrique ou hybride rechargeable).

## Secteur électrique

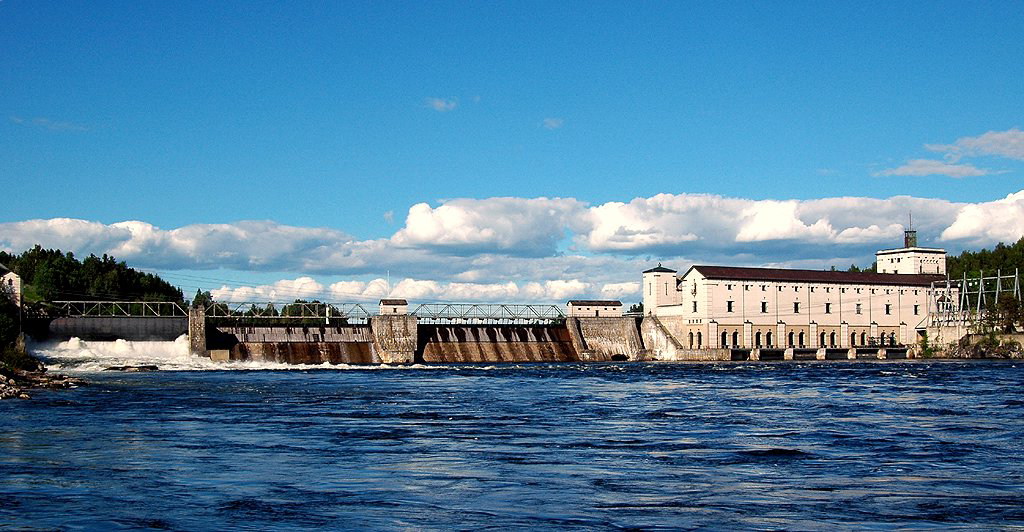
La centrale de Rånåsfoss (98 MW) sur le fleuve Glomma. La Norvège compte 1166 centrales hydroélectriques, qui produisent entre 98 et 99 % de l'énergie électrique du pays.

### Production d'électricité
L'électricité en Norvège est presque entièrement produite au moyen de l'énergie hydroélectrique. En fonction de la pluviométrie annuelle, elle peut représenter jusqu'à 99 % de l'électricité du pays.
En 2023, selon les estimations de l'Energy Institute, la Norvège a produit 154,8 TWh d'électricité, en hausse de 5,5 % en 2023 et de 15,4 % par rapport à 2013, soit 0,5 % de la production mondiale. La production issue des énergies renouvelables est estimée à 150,9 TWh (97,5 %), dont 136,1 TWh d'hydroélectricité (87,9 %), 14,0 TWh d'électricité éolienne (9,0 %), 0,5 TWh tirés du solaire (0,3 %) et 0,3 TWh tirés de la biomasse et des déchets (0,2 %).
En 2022, selon l'Agence internationale de l'énergie, la production totale atteint 146,8 TWh (contre 158 TWh en 2021), dont 88,1 % provenant de l'hydroélectricité. La production de l'éolien s'est placée en deuxième position avec une production de 14,8 TWh (10,1 %) ; celle des centrales thermiques est de 1,5 TWh (1,0 %), dont 1,15 TWh à base de gaz naturel. La consommation d'électricité du pays atteignait 115 TWh, le solde exportateur étant de 12,52 TWh, soit 8,5 % de la production, et les pertes et consommations propres du secteur électrique de 18,45 TWh.
Fin 2009, la capacité électrique totale installée en Norvège s'élevait à 31 257 MW, dont 29 626 MW de capacité hydraulique, 1 200 MW de thermique et 431 MW de capacité éolienne.
La production d'électricité a évolué comme suit depuis 1950 (en TWh),, :
- Hydraulique
- Charbon
- Fioul
- Gaz naturel
- Déchets
- Biomasse
- Éolien
- Autres

Les moyens de production installés sont historiquement essentiellement des barrages hydroélectriques, suivis par des moyens de production thermique. Depuis le milieu des années 2000 l'éolien a commencé à se développer de manière rapide.
| Source      | 1974   | 1980   | 1990   | 2000   | 2005   | 2010   | 2015   | 2018   | 2019   | 2020   | 2021   |
| Hydraulique | 16 080 | 19 776 | 26 883 | 28 126 | 28 549 | 29 693 | 31 372 | 32 530 | 32 797 | 33 732 | 34 075 |
| Thermique   | 161    | 236    | 250    | 224    | 284    | 1 570  | 1 598  | 1 108  | 1 109  | 1 102  | 1 135  |
| Éolien      | -      | -      | -      | 13     | 265    | 425    | 867    | 1 710  | 2 914  | 4 030  | 5 049  |
| Total       | 16 241 | 20 012 | 27 133 | 28 363 | 29 098 | 31 688 | 32 837 | 35 348 | 36 820 | 38 865 | 40 259 |

#### Thermique
Les centrales thermiques représentent depuis toujours la deuxième source de production d'électricité en Norvège. En 2011, la production d'énergie thermique s'est répartie entre les centrales au gaz naturel (4 059 GWh, 85 %), les centrales à biomasse (256 GWh, 6 %), diverses autres centrales (251 GWh, 5 %) et les centrales d'incinération (206 GWh, 4 %).
| Année      | 1955 | 1960 | 1970 | 1980 | 1990 | 2000 | 2005 | 2010  | 2015  | 2018  | 2019  | 2020  | 2021  |
| Production | 0    | 206  | 345  | 137  | 466  | 496  | 860  | 5 599 | 3 546 | 3 476 | 3 328 | 2 696 | 1 646 |

#### Éolien

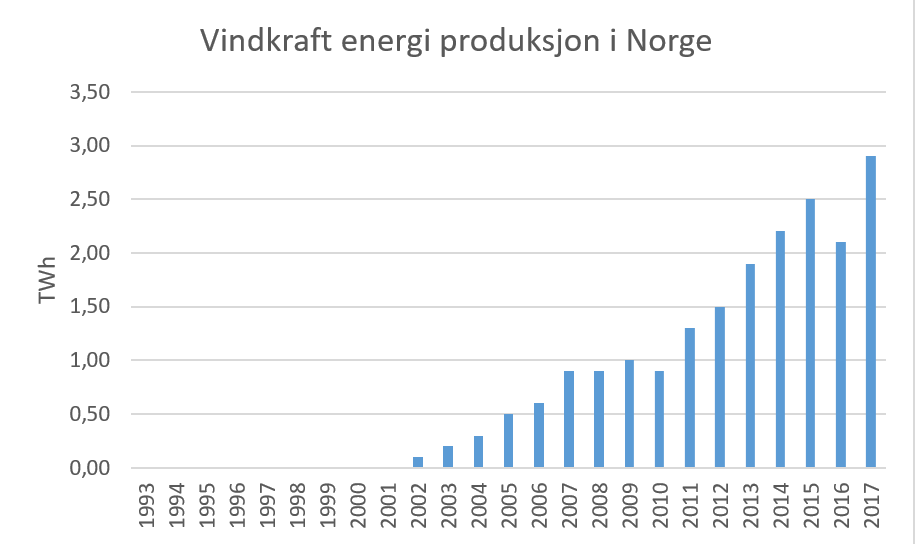
Production d'électricité éolienne en Norvège.

En 2023, selon les estimations de l'Energy Institute, la Norvège a produit 14,0 TWh d'électricité éolienne, soit 9,0 % de sa production d'électricité.
En 2019, la Norvège a installé 780 MW d'éoliennes, portant la puissance installée de son parc éolien à 2 444 MW, dont 2 MW en mer. La part de l'éolien dans la production électrique atteint 4 % en 2019.
Avec 705 MW de puissance installée fin 2012, la Norvège est un acteur mineur du secteur éolien dans le monde, représentant moins de 0,25 % de la capacité mondiale totale installée. Les premières éoliennes furent installées au début des années 1990, puis à partir du milieu des années 2000, le nombre d'éoliennes a fortement augmenté (+ 266 % de puissance installée entre 2005 et 2012).
| Année      | 1990 | 1995 | 2000 | 2005 | 2010 | 2015  | 2018  | 2019  | 2020  | 2021   |
| Production | 0    | 10   | 31   | 499  | 879  | 2 515 | 3 877 | 5 525 | 9 911 | 11 768 |

Éoliennes en Norvège
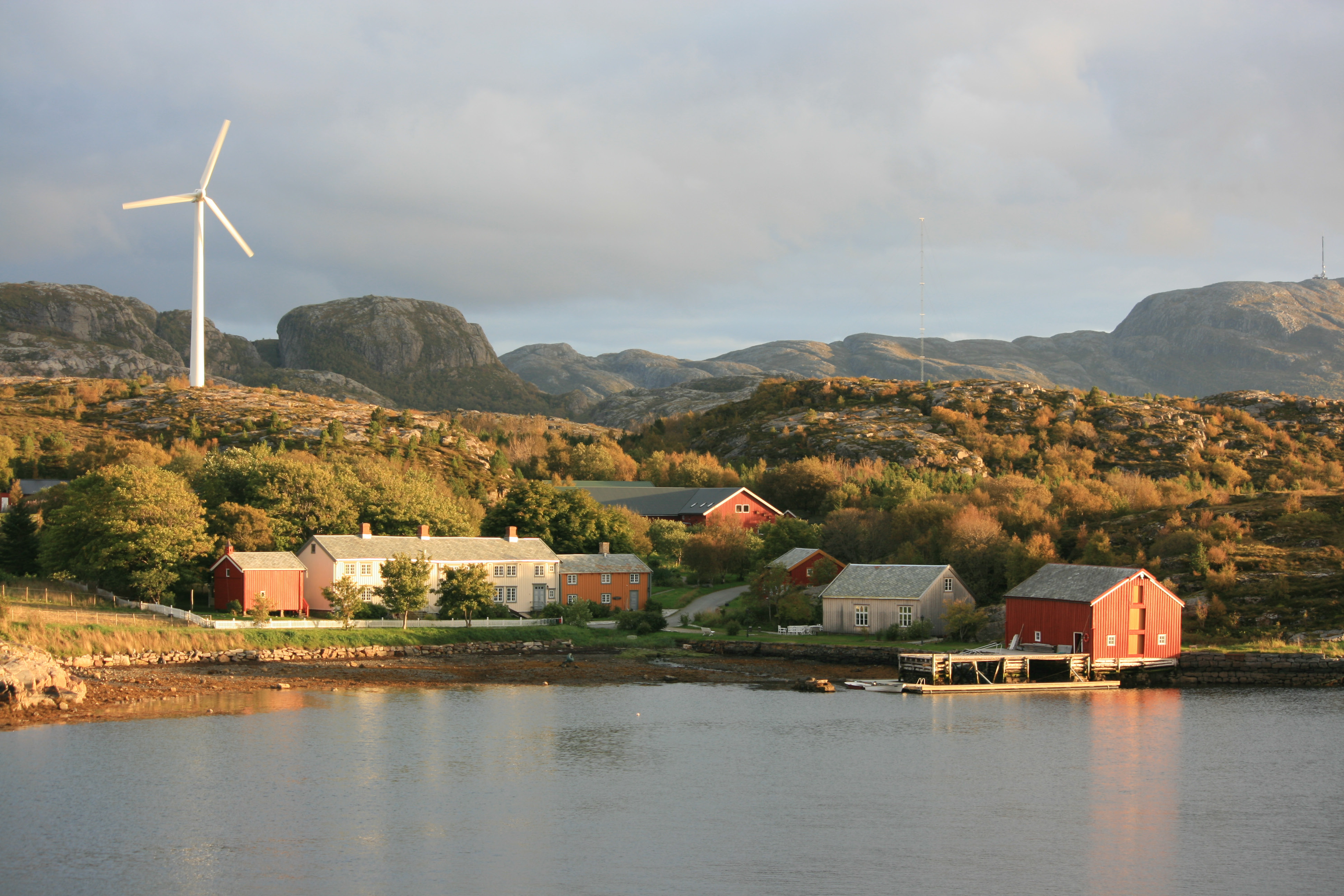
Une éolienne dans la commune de Bjugn.
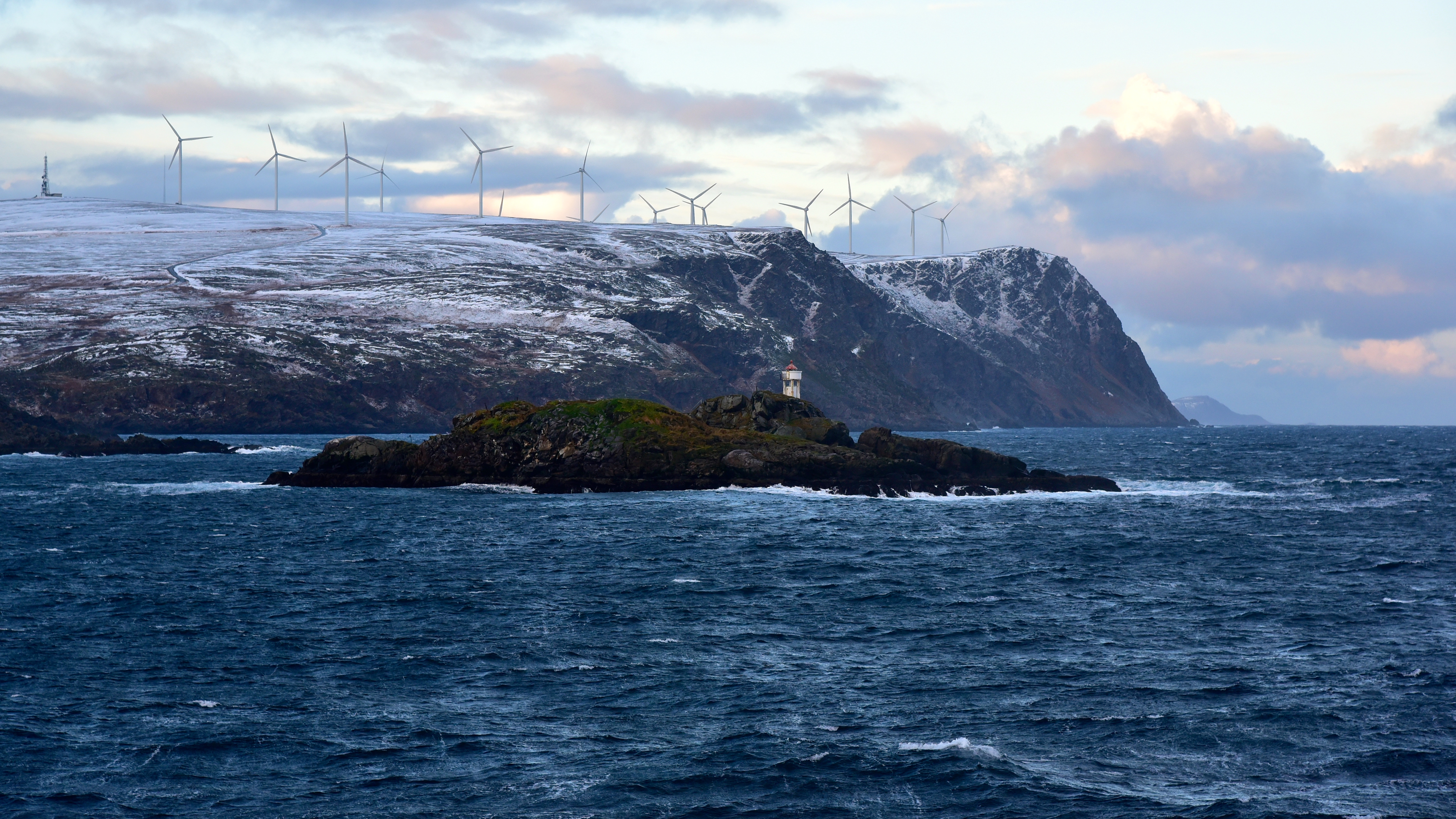
Parc éolien de Havøygavlen à Måsøy, Comté de Troms og Finnmark, 2015.
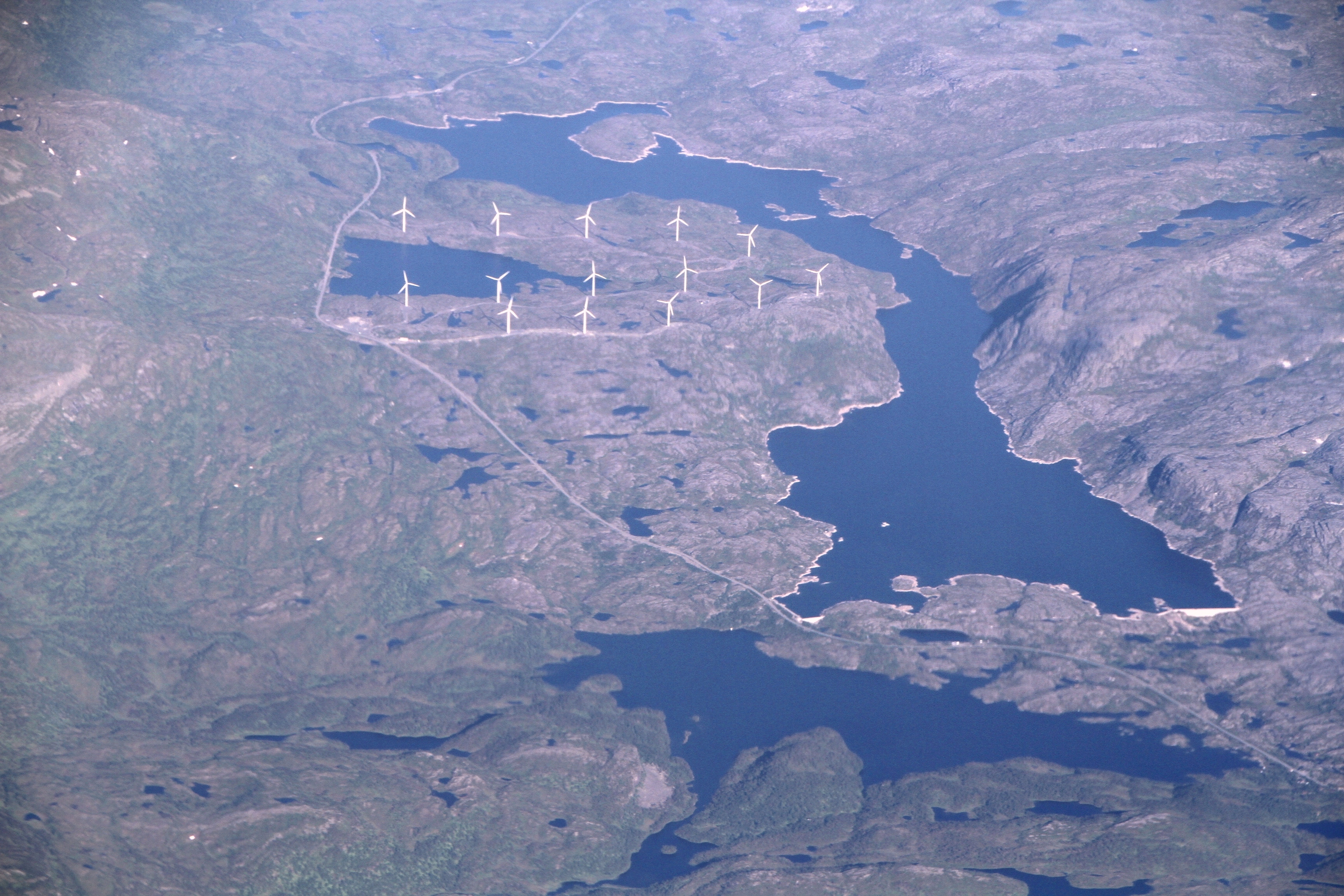
Parc éolien de Nygårdsfjellet à Narvik, Comté de Nordland, 2012.
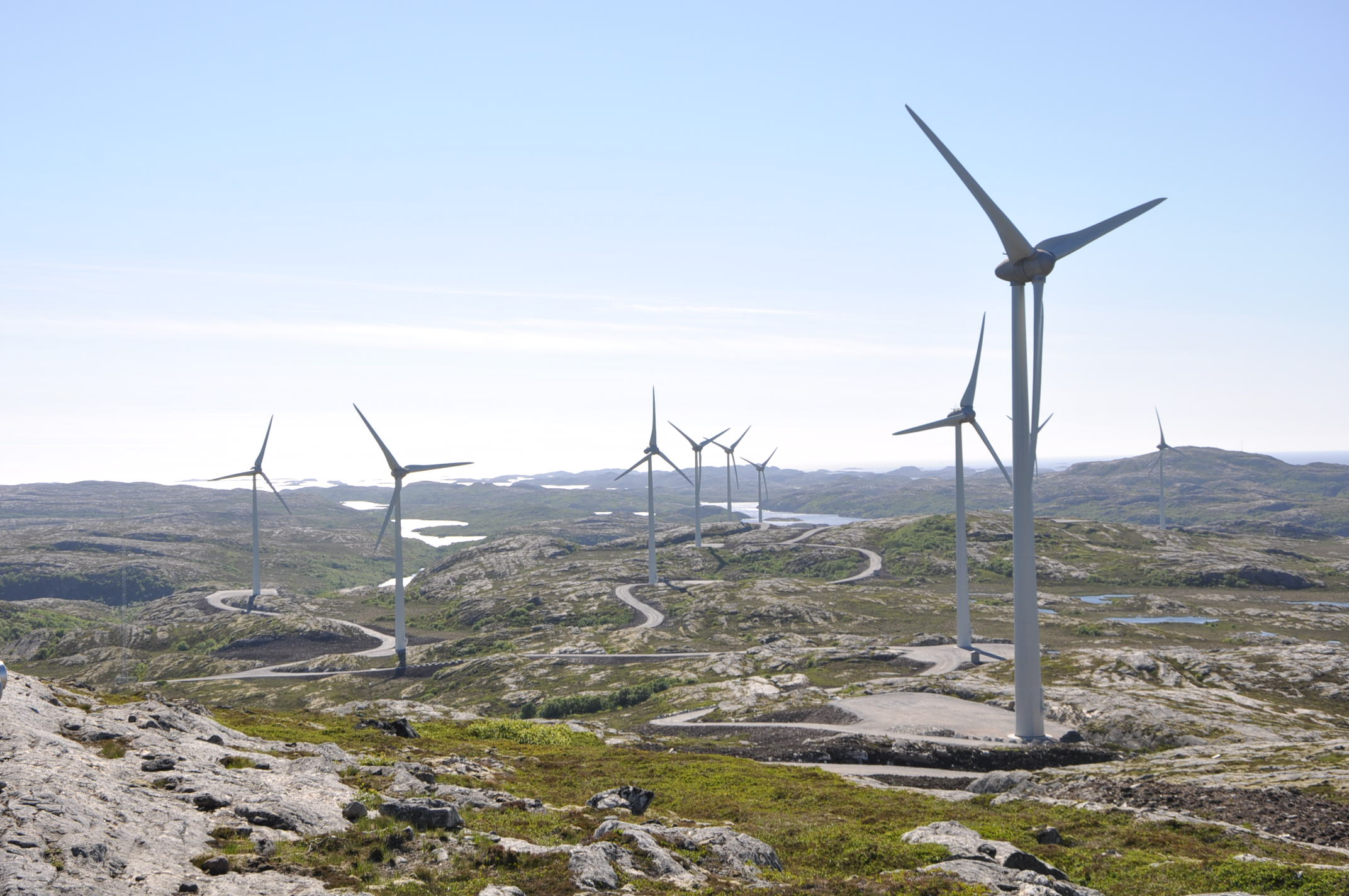
Parc éolien d'Ytre Vikna à Vikna, Comté de Nord-Trøndelag, 2013.

Afin de réduire l’empreinte carbone des plateformes pétrogazières, un parc de 11 éoliennes flottantes de 8,6 MW chacune est installé en 2023 à 140 km des côtes de la mer du Nord. Au prix de 642 millions €, dont 40 % de subventions étatiques, ces éoliennes doivent permettre de réduire de 200 000 tonnes les émissions norvégiennes annuelles de CO2 ainsi que de 1 000 tonnes celles d’oxyde d’azote.
Le 18 mars 2024, la Norvège lance un appel d'offres pour son premier parc éolien offshore commercial, dont la capacité de production pourrait aller jusqu'à 1,5 GW, première étape de son plan de se doter de 30 GW d'éolien en mer d'ici 2040.

#### Hydroliennes
La Norvège fait figure de pionnière dans le développement commercial des hydroliennes. Un prototype de turbine sous-marine a été mis en service en septembre 2003 dans le Kvalsund, au sud de la ville de Hammerfest.

#### Énergie nucléaire
La Norvège n'a jamais construit de centrale nucléaire pour produire son électricité mais l'utilisation de l'énergie nucléaire a déjà été envisagée et 4 réacteurs de recherche ont été construits.

### Réseau électrique
Le réseau électrique norvégien est exploité par la société publique Statnett. Il est interconnecté aux réseaux des autres pays scandinaves. Depuis le 6 mai 2008, les réseaux électriques norvégien et néerlandais sont reliés par NorNed, un câble sous-marin à courant continu de 580 km, ce qui en fait à son inauguration le plus long câble électrique sous-marin au monde. Construit au coût de 600 millions d'euros, le câble de ±450 kV possède une capacité maximale de 700 MW.

#### Réseau de distribution
Le réseau électrique haute tension norvégien est composé en janvier 2010 de 2 900 km de lignes à 420 kV, 5 100 km de lignes à 300 kV et 570 km de lignes à 220 kV. Ce réseau est détenu à 90 % par Statnett, le reste étant réparti entre 25 autres entreprises.

#### Interconnexions avec les pays voisins
La Norvège est reliée à la Suède, au Danemark, à la Finlande, aux Pays-Bas et à la Russie. Il est prévu que certaines de ces lignes soient renforcées et de nouvelles interconnexions sont en cours de mise en service en 2021 avec le Royaume-Uni et l'Allemagne.
En 2014, le rôle de « batterie verte » joué par la Norvège en Europe a gagné en importance avec l’annonce de plans visant à installer une ligne de transport sous-marine directe vers le Royaume-Uni s’ajoutant aux liens Norvège-Allemagne déjà prévu et Norvège-Danemark existant.
| Pays        | Interconnexion     | Capacité imports [MW] | Capacité imports [MW] | Statut                                                        |
| Allemagne   | NorGer (de)        | 1 400                 | 1 400                 | En projet                                                     |
| Allemagne   | NordLink,          | 1 400                 | 1 400                 | inauguré le 27 mai 2021.                                      |
| Danemark    | Skagerrak 1,2 et 3 | 1 000                 | 1 000                 | En service                                                    |
| Danemark    | Skagerrak 4        | 700                   | 700                   | En service depuis janvier 2015                                |
| Finlande    | ?                  | 80                    | 120                   | En service                                                    |
| Pays-Bas    | NorNed             | 700                   | 700                   | En service depuis 2008                                        |
| Pays-Bas    | NorNed 2           | 700                   | 700                   | En projet, planifiée pour 2016                                |
| Royaume-Uni | North Sea Network  | 1 400                 | 1 400                 | chantier terminé en juin 2021, inauguration prévue en octobre |
| Russie      | ?                  | 56                    | 56                    | En service                                                    |
| Suède       | ?                  | 2 095                 | 2 145                 | En service                                                    |
| Suède       | ?                  | 1 000                 | 600                   | En service                                                    |
| Suède       | ?                  | 700                   | 800                   | En service                                                    |
| Suède       | Syd-Vest linken    | 1 200                 | 1 200                 | En projet, planifiée pour 2016                                |

### Consommation d'électricité
La consommation d'électricité par habitant en Norvège a été en 2021 de 24 117 kWh, soit 3,7 fois la consommation française (6 592 kWh) et 7,1 fois la moyenne mondiale (3,4 MWh). Cette consommation très élevée s'explique par la présence d'industrie électro-intensives telles que les usines d'aluminium, attirées par la disponibilité d'électricité à bas coût. La part de l'industrie dans la consommation d'électricité était en 2022 de 41,5 %, celle du secteur résidentiel de 31,5 %, celle du tertiaire de 22,5 %, celle de l'agriculture de 2 % et celle du transport de 2,3 % ; tous les secteurs ont connu une progression à deux ou trois chiffres depuis 1990, sauf l'industrie, qui reste cependant à un niveau plus élevé qu'en France : 26,3 %, mais un peu moins qu'en Allemagne : 44,7 % en 2021.
L'évolution de la consommation électrique brute en Norvège depuis 1973 est la suivante,, :
En 2014, les immatriculations de véhicules électriques en Europe ont atteint 65 199 unités, dont un tiers en Norvège et un sixième en France. En Norvège, les voitures électriques ont représenté 12,5 % du total des immatriculations, grâce à des mesures incitatives particulièrement fortes : exemption de la taxe à l’immatriculation (autour de 11 500 €) et de TVA, gratuité des péages, du stationnement, du ferry, de la recharge sur les parkings publics. Plus de la moitié des propriétaires disent avoir choisi l'électrique d'abord pour des raisons financières, les motivations environnementales venant en second lieu (l'électricité norvégienne est produite à 99 % par l'hydraulique). En 2017, les immatriculations de véhicules électriques en Norvège ont atteint 33 791 unités, soit 17,2 % des immatriculations.

### Importations et exportations
Depuis 1955, les échanges d'électricité aux frontières ont évolué ainsi (en GWh) :
- Imports
- Exports

En 2014, 2016, 2017 et 2018, les échanges se sont répartis comme suit :
|                                            | 2014   | 2014   | 2014    | 2016   | 2016   | 2016    | 2017   | 2017   | 2017    | 2018   | 2018   | 2018   |
| Pays                                       | Import | Export | Solde   | Import | Export | Solde   | Import | Export | Solde   | Import | Export | Solde  |
| Suède                                      | 4 448  | 11 253 | -6 805  | 3 484  | 10 245 | -6 761  | 3 277  | 9 927  | -6 650  | 5 071  | 8 787  | -3 716 |
| Finlande                                   | 132    | 56     | +76     | 51     | 198    | -147    | 40     | 286    | -246    | 72     | 188    | -116   |
| Danemark                                   | 1 461  | 4 108  | -2 647  | 1 742  | 6 826  | -5 084  | 2 394  | 5 463  | -3 069  | 2 605  | 5 036  | -2 431 |
| Pays-Bas                                   | 107    | 5 462  | -5 355  | 274    | 4 268  | -3 994  | 113    | 5 154  | -5 041  | 322    | 3 943  | -3 621 |
| Total                                      | 6 148  | 20 879 | -14 731 | 5 611  | 21 537 | -15 926 | 5 904  | 20 830 | -14 926 | 8 085  | 17 954 | -9 869 |
| soldes : + = importateur ; - = exportateur |        |        |         |        |        |         |        |        |         |        |        |        |

## Acteurs

Logo d'Equinor (anciennement Statoil), entreprise détenue en majorité par l’État et plus gros producteur d'hydrocarbures en Norvège.

En ce qui concerne le secteur du pétrole et du gaz, plus de 50 entreprises sont en 2013 actives de l'amont à l'aval de la chaîne de production. En termes de volumes produits, Statoil (actuellement Equinor) est la première entreprise présente sur le plateau continental norvégien. Suivent ensuite la plupart des supermajors, dont ExxonMobil, Total, Shell et ConocoPhillips.
Dans le secteur électrique, fin 2009, environ 90 % des capacités de production sont détenues par des entités publiques. Au total, 64 entreprises se partagent la possession des moyens de production. Parmi elles Statkraft, propriétaire de 36 % de la capacité installée, est la seule entité qui détienne plus de 10 % de la capacité totale. Du côté transport, le gestionnaire de réseau est Statnett, une entité elle aussi publique. Afin de dégrouper ces deux activités Statkraft et Statnett sont depuis 2002 gérées par deux ministères différents.

## Impact environnemental

### Émissions de gaz à effet de serre
Depuis 1980, les émissions de gaz à effet de serre (GES) de la Norvège sont les suivantes :
| Année                                  | 1980 | 1987 | 1990 | 1995 | 2000 | 2005 | 2010 | 2016 | 2017 | 2018 | 2019 |
| Extraction pétrolière et gazière       | 3,4  | 5,4  | 7,7  | 9,7  | 12,6 | 13,9 | 13,9 | 14,8 | 14,4 | 14,3 | 14,0 |
| Industries manufacturières et minières | 13,5 | 20,6 | 19,1 | 16,4 | 17,1 | 15,1 | 12,0 | 11,6 | 12,0 | 12,0 | 11,6 |
| Approvisionnement énergétique          | 0,2  | 0,3  | 0,3  | 0,4  | 0,5  | 0,6  | 2,3  | 1,7  | 1,8  | 1,8  | 1,6  |
| Chauffage (résidentiel et industries)  | 5,2  | 3,9  | 2,6  | 2,2  | 1,8  | 1,9  | 1,9  | 1,0  | 1,0  | 0,9  | 1,0  |
| Transports routiers                    | 5,7  | 7,7  | 7,8  | 8,2  | 8,5  | 9,7  | 10,1 | 9,7  | 9,0  | 9,2  | 8,5  |
| Aviation, navigation, pêche, etc.      | 5,3  | 6,1  | 5,6  | 6,0  | 6,3  | 6,3  | 7,2  | 7,3  | 7,0  | 7,2  | 6,9  |
| Agriculture                            | 5,2  | 5,2  | 5,0  | 5,0  | 5,0  | 4,9  | 4,5  | 4,5  | 4,5  | 4,5  | 4,4  |
| Autres                                 | 1,5  | 2,0  | 2,2  | 2,2  | 2,2  | 2,1  | 2,4  | 2,8  | 2,8  | 2,3  | 2,3  |
| Émissions totales                      | 40,0 | 51,2 | 50,4 | 50,2 | 54,1 | 54,5 | 54,3 | 53,6 | 52,1 | 52,2 | 50,3 |

Le tableau indique que les émissions liées à l'énergie représentent la large majorité des émissions totales. En 2018, le premier poste d'émissions était l'exploitation pétrolière et gazière, avec 28 % des émissions totales, devant les activités industrielles et minières (23 %) et les transports routiers (17 %). On remarque la baisse continue des émissions du chauffage, obtenue par l'utilisation très majoritaire de l'électricité par les consommateurs résidentiels (83 %) et tertiaires (77 %) ainsi que par la généralisation du chauffage urbain à base de biomasse (27 % en 2022) et déchets (36 %), et la baisse des émissions du transport routier depuis 2016 grâce à la montée en puissance de la mobilité électrique.
L'AIE comptabilise quant à elle 37 Mt d'équivalent CO2 d'émissions de gaz à effet de serre dues à l'énergie en 2022, dont 36,2 Mt liées à la combustion de combustibles fossiles, réparties en 47 % provenant de la consommation de pétrole, 40 % du gaz naturel et 8 % du charbon. Les émissions de CO2 par habitant sont estimées à 6,52 t en 2022, niveau supérieur de 53 % à la moyenne mondiale : 4,26 t en 2021, de 62 % à celle de la France : 4,03 t, de 106 % à celle de la Suède : 3,16 t et de 10 % à la moyenne des pays de l'Union européenne : 5,93 t, mais inférieures de 10 % à celles de l'Allemagne : 7,21 t ; les secteurs émetteurs étaient surtout l'industrie énergétique (surtout celle des hydrocarbures) hors électricité (33 %), et les transports (37 %) ; le reste de l'industrie n'a qu'une part de 20 %, le secteur résidentiel 1,4 % et le tertiaire 4 %. Les émissions liées à la production d'électricité et de chaleur de réseau étaient quant à elle très basses : seulement 4,7 %, soit (5 gCO2/kWh, à comparer à la moyenne de l'OCDE : 443 gCO2/kWh), en raison de l'importance de l'hydroélectricité dans le bouquet électrique du pays. Ce bilan de l'AIE ne détaille pas dans quelle mesure les activités d'exploitation des hydrocarbures sont comptabilisées.
Sur les 13,7 Mt émises en 2012 par ce secteur, 80 % provenaient de la combustion de gaz naturel dans des turbines et 10 % de son torchage.
En tant que pays ayant ratifié le protocole de Kyoto, la Norvège s'est engagée à réduire ses émissions de GES. En 2008, le Parlement a voté un accord sur le climat visant à réduire de 30 % les émissions du pays en 2020 par rapport aux niveaux de 1990, et à atteindre la neutralité carbone au maximum d'ici 2050.

### Séquestration duCO2
Afin de limiter les rejets du secteur énergétique, la Norvège a été en 1996 le premier pays au monde à mettre en place la séquestration à échelle industrielle de CO2 dans des couches géologiques situées sous le fond marin, au champ gazier de Sleipner. En 2012, un total de 1,7 Mt de CO2 ont été stockées, à Sleipner et Snøhvit. Le dioxyde de carbone est extrait du gaz naturel à l'aide de solvants aminés et déposé dans une formation saline. Le dioxyde de carbone est un déchet de la production des gisements de gaz naturel ; le gaz naturel norvégien contient 9 % de CO2, soit plus que ce qui est autorisé dans le réseau de distribution de gaz naturel. Son stockage sous terre évite ce problème et permet à Equinor d'économiser des centaines de millions d'euros en taxes sur le carbone. Sleipner stocke environ un million de tonnes de CO2 par an.
De grandes compagnies pétrolières ont investi dans la technologie de séquestration du carbone en Norvège. Le projet Northern Lights est le premier projet de réseau au monde dans le domaine du captage et du stockage du carbone, signé par Equinor, Shell et Total.

### Rejets en mer
Entre 1990 et 2012, les rejets de produits chimiques en mer liés à l'exploitation des hydrocarbures sont estimés entre 100 000  et   200 000 tonnes par an, en fonction des années. Sur ce total, la grande majorité (70 % en 2012) est liée aux actions de forage.
Les activités d'extraction sont aussi responsables de déversements pétroliers. Sur les 40 premières années de l'exploitation pétrolière norvégienne, un total de 16,3 m3 de rejets de pétrole ont été recensés. Il est estimé qu'environ 5 % des rejets pétroliers en mer du Nord sont liés aux activités d'extraction de la Norvège.

## Politique énergétique
La présence importante de ressources énergétiques fossiles en Arctique combinée à une fonte rapide de la banquise en fait une priorité géopolitique d'importance pour la Norvège. Selon une étude de l'Agence d'Information sur l'Énergie datant de 2008, l'Arctique contient 13 % des réserves mondiales de pétrole et 30 % des réserves de gaz. La Norvège étant l'un des 5 États frontaliers de l'Arctique (avec le Canada, le Danemark, les États-Unis et la Russie), elle y renforce sa présence militaire et stratégique afin de faire valoir ses intérêts,. Un programme important d'investissements pour le « Grand Nord » existe depuis le milieu des années 2000. En 2011, 214 millions de dollars ont ainsi été alloués à divers projets dans le Grand Nord. Jonas Gahr Støre, alors Ministre des Affaires étrangères déclarait à cette occasion : « Le Grand Nord est la priorité stratégique de la politique étrangère norvégienne. [...] C'est pourquoi le Gouvernement donne la priorité à des projets importants dans le Grand Nord, et nous mettons à disposition les fonds permettant d'atteindre cet objectif. »
Afin de renforcer la gouvernance de cette région stratégique, la Norvège a ratifié divers conventions et traités internationaux et rejoint notamment le Conseil de l'Arctique. La CNUDM est historiquement la première convention cadre internationale (1982) au sujet de l'Arctique, à laquelle la Norvège est partie prenante. En 2011 est entré en vigueur un traité entre la Norvège et la Russie définissant une frontière maritime dans la région entre les deux pays et autorisant la prospection d'hydrocarbures dans les zones de souveraineté respectives,. Malgré ce traité, certaines parties de l'Arctique font encore l'objet de disputes non résolues, notamment la dorsale de Lomonossov revendiquée par le Canada, le Danemark, la Norvège et la Russie pour ses réserves potentielles en hydrocarbures.
En 2015, l'intérêt pour la zone n'est pas démenti, avec l'attribution de 57 nouvelles zones de prospection en mer de Barents.
En 2021, quelques partis politiques font campagne pour « sortir des hydrocarbures ». Ces partis « anti-pétrole » représentent environ 16 % de l'électorat, d'après les sondages, voire 19 % en comptant un petit parti libéral à la fibre écologique ; ils pourraient peser sur la politique du prochain gouvernement. Les plus radicaux sur le dossier climatique sont les Verts (MDG), crédités d'environ 5 % des intentions de vote, qui revendiquent la suppression de l'enseignement des technologies pétrolières dans les lycées professionnels et à l'université et accusent le Premier ministre de porter une part de « responsabilité personnelle » dans les inondations et les vagues de chaleur observées durant l'été sur la planète. Norog, le lobby pétrolier norvégien, assure que les compagnies pétrolières et gazières « contribuent à la réalisation des objectifs climatiques globaux de la Norvège » en lançant, avec le soutien de l'État, un vaste projet de capture et de stockage de carbone dans les fonds marins baptisé « Langskip » ; les compagnies se sont engagées à réduire leurs émissions de CO2 en amont de 40 % d'ici à 2030 et à se rapprocher de zéro d'ici à 2050.